# Tianshui
Tianshui (en chino, 天水; pinyin, Tiānshuǐ) es una ciudad-prefectura en la provincia de Gansu, República Popular China. A una distancia aproximada de 220 km de la capital provincial. Limita al norte y oeste con Dingxi, al sur  con Longnan y al este con la provincia de Shaanxi. Su área es de 14 392 km² y su población es de 3,5 millones.

## Administración
La ciudad prefectura de Tianshui se divide en 2 distritos, 4 condados y 1 condado autónomo.
- Distrito Qinzhou 秦州区
- Distrito Maiji 麦积区
- Condado Qingshui 清水县
- Condado Qin'an 秦安县
- Condado Gangu 甘谷县
- Condado Wushan 武山县
- Condado autónomo Zhangjiachuan Hui  张家川回族自治县

## Geografía
Tianshui se encuentra a lo largo de la antigua Ruta de la seda del Norte en el río Wei, a través de la cual gran parte del comercio se produjo entre China y el oeste. Muy cerca se encuentran las Grutas Maijishan llena de miles de esculturas budistas, representada por figuras como Sakyamuni y Avalokitesvara, producido tan pronto como la dinastía Wei y tan tarde como en la dinastía Song por los monjes budistas que llegaron aquí a través de la Ruta de la Seda del Norte y, más tarde, por los budistas locales.
El estado de Qin, más tarde fundador de la dinastía del imperio chino, surgió de esta área, y el nombre de Qin se cree que se originó, en parte, a partir de aquí, las tumbas qin han sido excavadas en Fangmatan cerca de Tianshui, incluyendo un mapa de 2200 años de edad del Condado de Guixian.
Tianshuí es una diócesis de la Iglesia católica, actualmente vacante.

## Clima
| Parámetros climáticos promedio de Tianshui (1971-2000) | Parámetros climáticos promedio de Tianshui (1971-2000) | Parámetros climáticos promedio de Tianshui (1971-2000) | Parámetros climáticos promedio de Tianshui (1971-2000) | Parámetros climáticos promedio de Tianshui (1971-2000) | Parámetros climáticos promedio de Tianshui (1971-2000) | Parámetros climáticos promedio de Tianshui (1971-2000) | Parámetros climáticos promedio de Tianshui (1971-2000) | Parámetros climáticos promedio de Tianshui (1971-2000) | Parámetros climáticos promedio de Tianshui (1971-2000) | Parámetros climáticos promedio de Tianshui (1971-2000) | Parámetros climáticos promedio de Tianshui (1971-2000) | Parámetros climáticos promedio de Tianshui (1971-2000) | Parámetros climáticos promedio de Tianshui (1971-2000) |
| Mes                                                    | Ene.                                                   | Feb.                                                   | Mar.                                                   | Abr.                                                   | May.                                                   | Jun.                                                   | Jul.                                                   | Ago.                                                   | Sep.                                                   | Oct.                                                   | Nov.                                                   | Dic.                                                   | Anual                                                  |
| ------------------------------------------------------ | ------------------------------------------------------ | ------------------------------------------------------ | ------------------------------------------------------ | ------------------------------------------------------ | ------------------------------------------------------ | ------------------------------------------------------ | ------------------------------------------------------ | ------------------------------------------------------ | ------------------------------------------------------ | ------------------------------------------------------ | ------------------------------------------------------ | ------------------------------------------------------ | ------------------------------------------------------ |
| Temp. máx. media (°C)                                  | 3.5                                                    | 6.7                                                    | 12.2                                                   | 19.4                                                   | 23.7                                                   | 27.1                                                   | 28.8                                                   | 27.9                                                   | 22.3                                                   | 16.6                                                   | 10.5                                                   | 4.9                                                    | 17.0                                                   |
| Temp. mín. media (°C)                                  | −5.9                                                   | −3.0                                                   | 1.6                                                    | 7.0                                                    | 11.3                                                   | 15.0                                                   | 17.8                                                   | 17.1                                                   | 12.7                                                   | 7.0                                                    | 0.7                                                    | −4.6                                                   | 6.4                                                    |
| Precipitación total (mm)                               | 5.1                                                    | 6.0                                                    | 18.7                                                   | 38.0                                                   | 54.5                                                   | 68.9                                                   | 84.6                                                   | 78.8                                                   | 74.3                                                   | 47.1                                                   | 12.1                                                   | 3.6                                                    | 491.7                                                  |
| Días de precipitaciones (≥ 1 mm)                       | 5.0                                                    | 5.2                                                    | 7.9                                                    | 8.9                                                    | 10.5                                                   | 11.2                                                   | 11.8                                                   | 10.7                                                   | 11.2                                                   | 10.6                                                   | 5.4                                                    | 3.0                                                    | 101.4                                                  |
| Horas de sol                                           | 144.3                                                  | 128.4                                                  | 142.2                                                  | 182.0                                                  | 201.7                                                  | 190.0                                                  | 195.7                                                  | 193.4                                                  | 125.4                                                  | 123.7                                                  | 133.4                                                  | 151.0                                                  | 1911.2                                                 |
| Humedad relativa (%)                                   | 62                                                     | 60                                                     | 61                                                     | 59                                                     | 62                                                     | 66                                                     | 70                                                     | 71                                                     | 76                                                     | 77                                                     | 71                                                     | 65                                                     | 66.7                                                   |
| Fuente: China Meteorological Administration            |                                                        |                                                        |                                                        |                                                        |                                                        |                                                        |                                                        |                                                        |                                                        |                                                        |                                                        |                                                        |                                                        |

## Aeropuerto
El aeropuerto Tianshuí Maijishan (天水麦积山机场). Desde 2008 y con una inversión de 64 millones de yuanes es un aeropuerto militar y civil que sirve para esta ciudad y sus vecinas, se ubica a 50 km en el distrito Maiji. Se inauguró el 28 de septiembre de 2008.